# Etiqueta (informàtica)
En informàtica, l'etiqueta (en anglès tag) és una paraula o conjunt de paraules que defineixen d'una forma clara i senzilla ja sigui l'article escrit, la imatge publicada, el document, dins d'un web. S'afegeixen al document amb la intenció de millorar la recerca quan s'usa un cercador.
EXEMPLE:
Si s'observa el codi d'una pàgina web (a través del navegador veure-->codi font), es trobarà amb els símbols angulars <>, que emmarquen normalment l'etiqueta d'obertura o inici i </ > i acoten l'etiqueta de tancament o final.
El que hi ha entre les etiquetes sol ser el text que es veu directament amb el navegador a la pantalla.
Les etiquetes simplement donen les ordres que indiquen:
1. Com es visualitzen els elements destinats a ser visibles a la pantalla i de quina forma.
2. Com actuen en el mateix document els elements no destinats a ser visibles a la pantalla i com actuen en relació amb altres elements.

Exemple pràctic:

<etiqueta1> <etiqueta2 atribut1="hola" atribut2="mundo"> </etiqueta2> <etiqueta3 atribut1="domin"/> </etiqueta1>